# Pfarrkirche St. Thomas bei Waizenkirchen

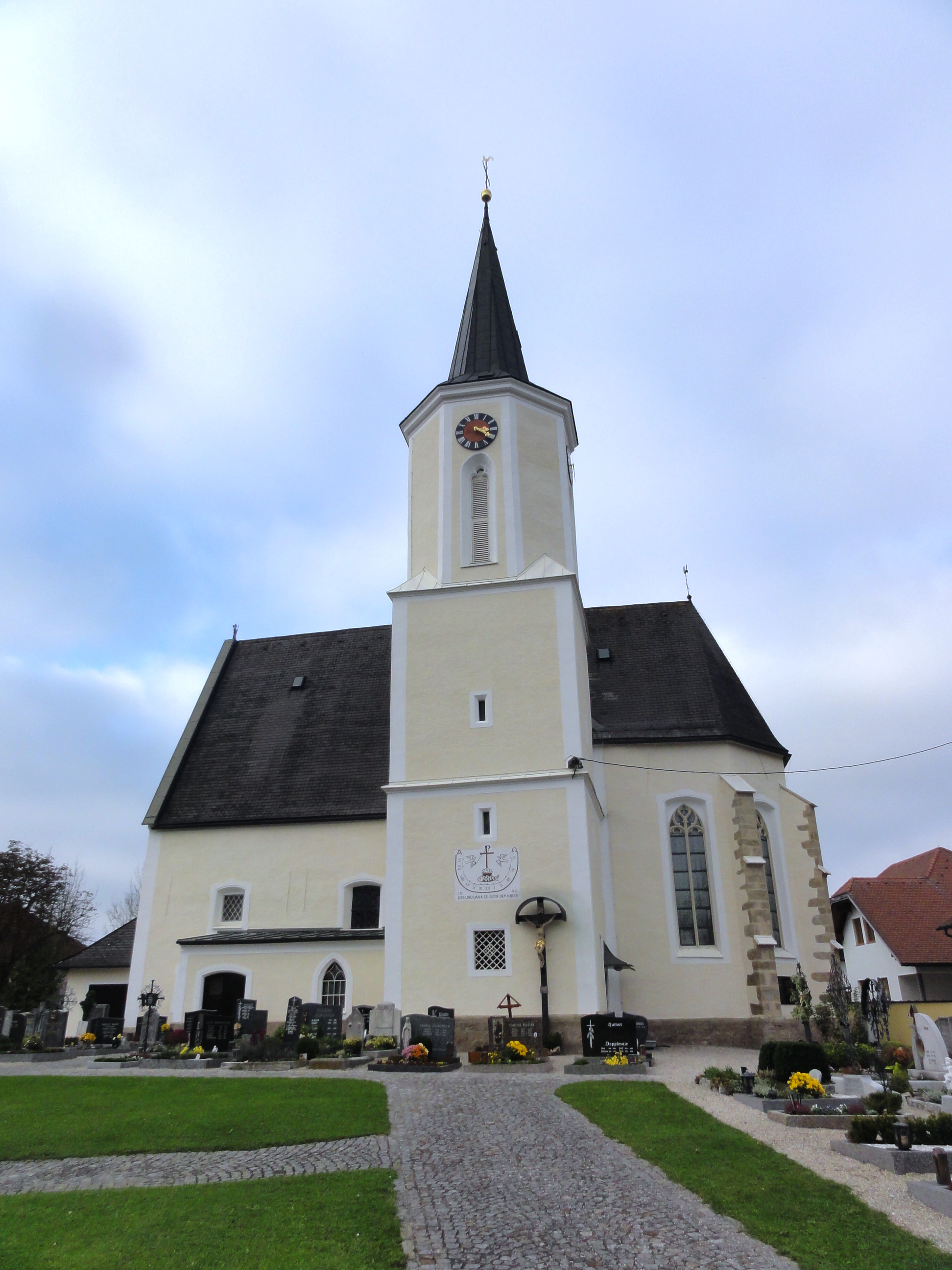
Kath. Pfarrkirche hl. Thomas in St. Thomas in Oberösterreich

Die römisch-katholische Pfarrkirche St. Thomas bei Waizenkirchen steht in der Gemeinde St. Thomas im Bezirk Grieskirchen in Oberösterreich. Die auf den heiligen Thomas geweihte Kirche gehört zum Dekanat Peuerbach in der Diözese Linz. Die Kirche und der Kirchhof stehen unter Denkmalschutz.

## Geschichte
Eine Kirche wurde nach 1200 urkundlich genannt.

## Architektur
Der spätgotische Kirchenbau hat ein einschiffiges zweijochiges Langhaus mit einem barocken Stichkappentonnengewölbe. Der zweijochige netzrippengewölbte Chor mit einem Fünfachtelschluss ist aus der Längsachse geschoben. Die hölzerne dreiachsige zweijochige Westempore zeigt an der Brüstung Apostelbilder aus der zweiten Hälfte des 17. Jahrhunderts. Der Turm im südlichen Chorwinkel hat eine achtseitige Glockenstube mit gotischen Schallfenstern und trägt einen Spitzhelm. Die gotische Sakristeitür hat gotische Beschläge.

## Ausstattung
Die Einrichtung ist neugotisch.